# Son sur disque
La dénomination son sur disque (sound on disk) est un terme forgé dans les années 2000 par des historiens du cinéma (Serge Bromberg en France, Rick Altman aux États-Unis) pour relater une histoire jusque-là occultée du cinéma sonore. Elle s'applique à des techniques variées de synchronisation d'un appareil de visionnement de films, tel que le kinétoscope avec Dickson Experimental Sound Film, première expérience du genre, due à Thomas Edison, ou plus tard le cinématographe, le chronophone et d'autres procédés, avec un appareil de lecture de cylindres ou de disques de cire, tel que le phonographe, le gramophone, ou le berlinophone, ainsi qu'aux films sonores correspondants, tels les phonoscènes de Gaumont. Le couplage des deux appareils étant approximatif au début du procédé, et les séances émaillées d'incidents techniques qui le dévalorisaient aux yeux et surtout aux oreilles du public. Le Vitaphone de 1926 régla ce problème du son sur disque, mais fut balayé par l'invention du son sur film (sound on film) par piste optique puis par piste magnétique. La dénomination voulait ainsi différencier les deux époques.

## Inventaire[2]

### France
- Phonorama (1900) (son sur cylindres de cire marron).
- Phono-Cinéma-Théâtre (1900) (son sur cylindres de cire marron).
- Cinémato-Gramo-Théâtre (entre 1900 et 1914) (disques du commerce mimés par des acteurs différents des interprètes d'origine) procédé « Georges Mendel » 500 films réalisés.
- Léon Gaumont confie à la première réalisatrice de films, Alice Guy, la supervision de phonoscènes (enregistrées à partir de 1906) par le procédé qu'il a acheté à Georges Demenÿ, le  chronophone, rebaptisé "chronomégaphone" dans les années 1910, l'amplification sonore ayant évolué. Presque 800 films réalisés (140 conservés).
- Charles Pathé, Ciné-phono Pathé.

### Allemagne
- Biophonographe
- Cinophon (ex. : La Donna e Mobile, Alfred Duskes, 1908)
- Projectophon

### Royaume-Uni

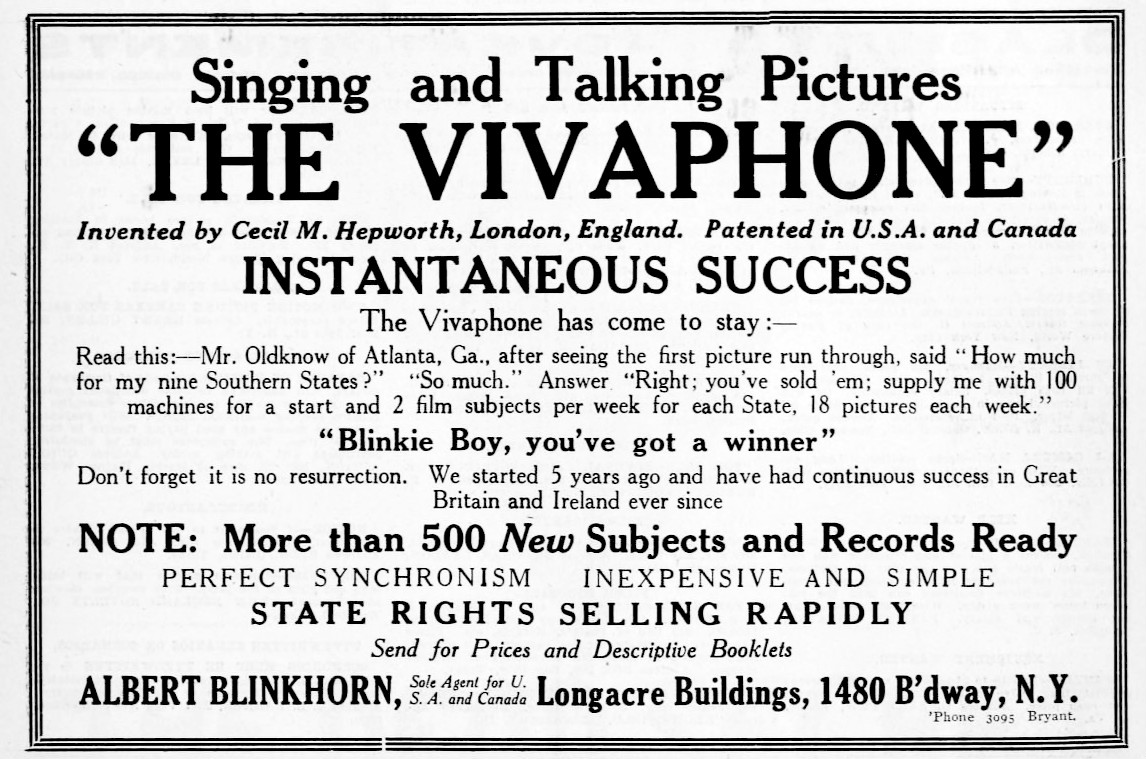
Publicité pour le Vivaphone (1913)

- Filmophone
- Replicaphone
- Apollo-Gramaphone
- Vivaphone

### États-Unis
- Synchronophone
- Kinetophone qui donne Dickson Experimental Sound Film en 1894 ou 1895.
- Photokinema (1921)
- Vitaphone (1926)